# Talgat Begeldinov
Talgat Jakypbekuly Begeldinov (en kazajo: Талғат Жақыпбекұлы Бигелдинов, en ruso: Талга́т Якубе́кович Бегельди́нов; Maybalyk, RASS de Kazajistán, 5 de agosto de 1922-Alma Ata, Kazajistán, 10 de noviembre de 2014) fue un piloto de ataque a tierra soviético que combatió durante la Segunda Guerra Mundial en la Fuerza Aérea soviética y el único kazajo que recibió dos veces el título de Héroe de la Unión Soviética. Permaneció en el ejército después de la guerra y alcanzó el rango de teniente coronel antes de ser transferido a la reserva. Después de que Kazajistán se independizara de la Unión Soviética, fue ascendido al rango de mayor general.

## Biografía

### Infancia y juventud
Talgat Begeldinov nació el 5 de agosto de 1922 en el seno de una familia campesina kazaja en el pueblo de Maybalyk en la región de Akmola, en ese momento dentro de la RASS de Kazajistán de la RSFS de Rusia (la Unión Soviética no se constituyó formalmente hasta finales de 1922). Creció en la ciudad de Frunze, y después de graduarse en el club de vuelo local en 1939 y completar su décimo grado de educación secundaria en 1940, ingresó en el Ejército Rojo en abril de ese año. En septiembre de 1940 ingresó en la Escuela de Pilotos de Aviación Militar de Balashov, y en el verano de 1942 se graduó en la Escuela de Aviación Militar de Chkalov con sede en Oremburgo. Desde agosto de 1942 hasta enero de 1943 fue sargento en el 34.º Régimen de Aviación de Reserva.

### Segunda Guerra Mundial
Begeldinov fue enviado al frente de guerra de la Segunda Guerra Mundial en enero de 1943 para servir en el 800.º Regimiento de Aviación de Ataque. Si bien inicialmente era sargento, se convirtió en subteniente en mayo de 1943 y en 1945 ya era capitán y comandante de escuadrón. Al llegar al regimiento, pronto comenzó a volar misiones de combate en el avión de ataque a tierra Ilyushin Il-2 en el frente de Kalinin, y el 6 de mayo de 1943 su avión fue derribado por fuego enemigo; su pierna izquierda y su hombro izquierdo resultaron heridos durante el incidente. Después de que él y su artillero P. V. Yakovlenko se lanzaran en paracaídas desde el avión siniestrado, aterrizaron en territorio enemigo. Mientras intentaban llegar a territorio controlado por los soviético, se vieron obligados a cruzar a nado el río Síverski Donets; Yakovlenko se ahogó mientras cruzaba el río a nado, pero Bigeldinov sobrevivió y fue enviado a un hospital antes de regresar a su regimiento. En febrero de 1944, su regimiento fue honrado con la designación de Guardias y pasó a llamarse 144.º Regimiento de Aviación de Ataque de Guardias.
El 6 de junio de 1943, destruyó personalmente un Messerschmitt Bf 110 y dos M-110 en tierra durante una misión de ataque a un aeródromo enemigo en Járkov. Combatió durante la batalla del Dniéper como comandante de vuelo en el escuadrón bajo el mando del capitán S. D. Poshivalnikov. En una misión de combate, logró suprimir el fuego procedente de una batería antiaérea de alto calibre antes de bombardear con un alto grado de precisión a una unidad enemiga que estaba cruzando el río.
Por completar 155 misiones de ataque a tierra volando en un Il-2, fue nominado para el título de Héroe de la Unión Soviética el 27 de junio de 1944. Recibió el título el 26 de octubre de ese mismo año. El 15 de marzo de 1945, fue nuevamente nominado a una segunda estrella de oro por haber volado 275 misiones, que recibió tras la guerra el 27 de junio. Al final de la guerra, había realizado 305 salidas de combate en el Il-2; Además de atacar objetivos terrestres en esas misiones, derribó personalmente cuatro Me-109, un Ju-87 y obtuvo dos victorias aéreas compartidas.

### Posguerra
Después de la guerra, Begeldinov permaneció en el ejército hasta agosto de 1956. En 1950 se graduó en la Academia de la Fuerza Aérea Gagarin en Mónino en el óblast de Moscú, después de lo cual se desempeñó como subcomandante de un regimiento de aviación de asalto en el área de Kiev. En 1953 fue ascendido al rango de teniente coronel y, a partir de marzo de 1956, enseñó en una escuela de aviación militar en Krasnodar. De 1957 a 1968 se desempeñó como vicepresidente del Departamento de Aviación Civil de la República Socialista Soviética de Kazajistán. De 1968 a 1971 fue jefe del departamento de construcción en un astillero en Feodosia (Crimea).
Entre 1971 y 1974 trabajó como subdirector del proyecto Kazstalmontazh, y de 1974 a 1976 fue asistente del presidente del Comité Estatal de Construcción de la RSS de Kazajistán. De 1979 a 1984 fue presidente de la Junta de Automovilistas de la RSS de Kazajistán. En 1984 se convirtió en director de la Casa de la Creatividad de la rama de la RSS de Kazajistán del Fondo Literario de la Unión Soviética, pero dejó el cargo en 1985 para convertirse en director de la United Driving School y consultor de la Unión de Conductores de la RSS de Kazajistán. También fue diputado de la II y III convocatoria del Sóviet Supremo de la Unión Soviética (1946-1950, 1950-1954). Murió de un infarto en la ciudad de Alma Ata en 2014 y fue enterrado en el cementerio de Kensayskom.

## Legado
Después de la disolución de la Unión Soviética, fue nombrado mayor general de la Fuerza de Defensa Aérea de Kazajistán en 1992. Su nombre se le dio al Instituto Militar de las Fuerzas de Defensa Aérea y la Escuela Republicana Karaganda Zhas Ulan. El Talgat Begeldinov Memorial Day que se celebra el 5 de agosto es una fiesta anual en Kazajistán.

## Condecoraciones

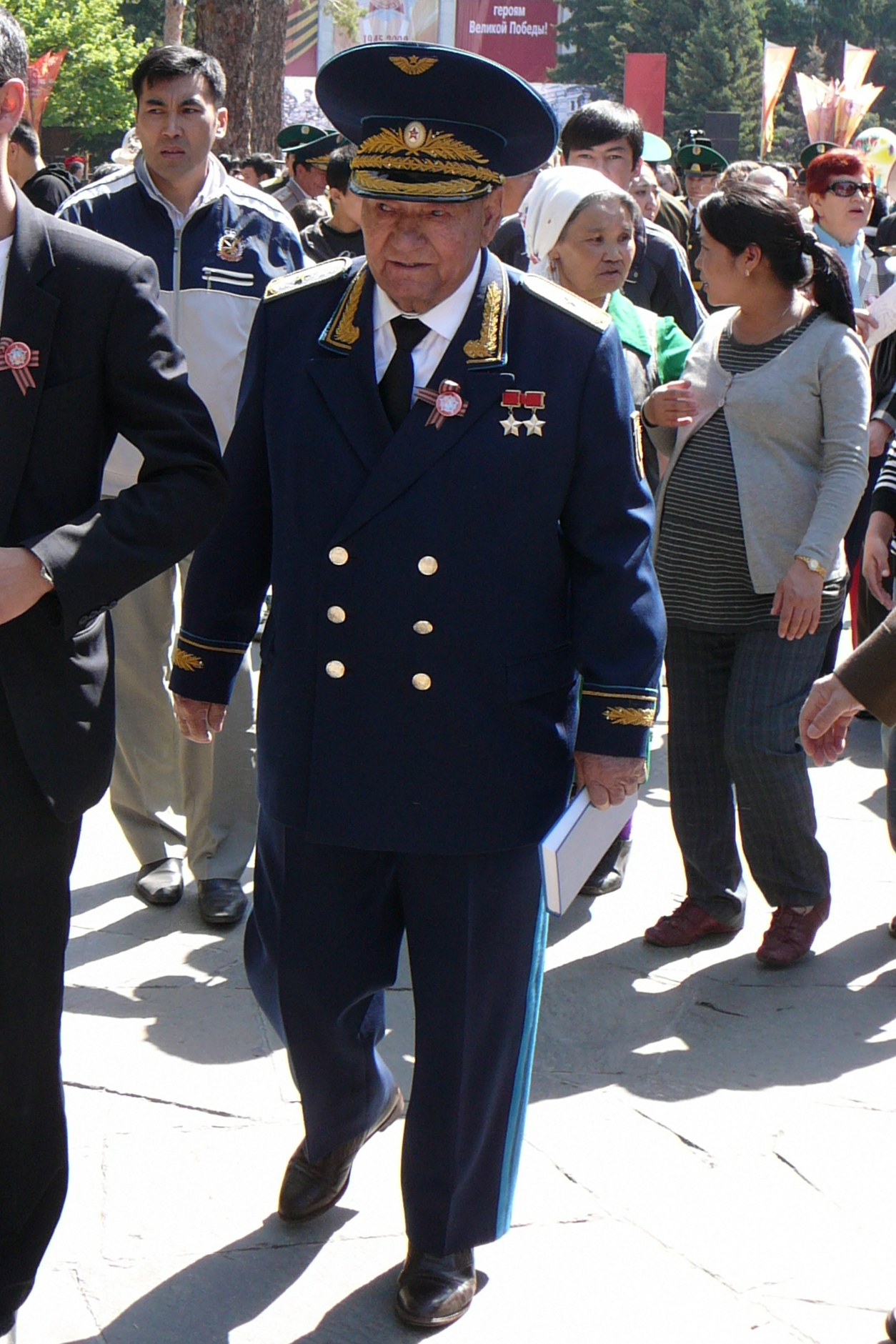
Talgat Bigeldinov en Almaty durante la celebración del Día de la Victoria de 2009

A lo largo de su extensa carrera militar Talgat Begeldinov recibió las siguientes condecoracionesː
Unión Soviética
- Héroe de la Unión Soviética, dos veces (N.º 4619; 26 de octubre de 1944, N.º 6554; 27 de junio de 1945)
- Orden de Lenin (1944)
- Orden de la Bandera Roja, dos veces (1944, 1943)
- Orden de Alejandro Nevski (1944)
- Orden de la Guerra Patria de 1.er (1944, 1985) y de 2.do grado (1943)
- Orden de la Estrella Roja
- Orden de la Gloria de 3.er grado (1943)
- Medalla por el Servicio de Combate
- Medalla Conmemorativa por el Centenario del Natalicio de Lenin
- Medalla por la Victoria sobre Alemania en la Gran Guerra Patria 1941-1945
- Medalla Conmemorativa del 20.º Aniversario de la Victoria en la Gran Guerra Patria de 1941-1945
- Medalla Conmemorativa del 30.º Aniversario de la Victoria en la Gran Guerra Patria de 1941-1945
- Medalla Conmemorativa del 40.º Aniversario de la Victoria en la Gran Guerra Patria de 1941-1945
- Medalla Conmemorativa del 50.º Aniversario de la Victoria en la Gran Guerra Patria de 1941-1945
- Medalla Conmemorativa del 60.º Aniversario de la Victoria en la Gran Guerra Patria de 1941-1945
- Medalla Conmemorativa del 65.º Aniversario de la Victoria en la Gran Guerra Patria de 1941-1945
- Medalla de Zhúkov
- Medalla por la Conquista de Berlín
- Medalla por la Liberación de Praga
- Medalla por la Liberación de Varsovia
- Medalla al Trabajador Veterano
- Medalla del 30.º Aniversario de las Fuerzas Armadas de la URSS
- Medalla del 50.º Aniversario de las Fuerzas Armadas de la URSS
- Medalla del 60.º Aniversario de las Fuerzas Armadas de la URSS
- Medalla del 70.º Aniversario de las Fuerzas Armadas de la URSS
- Medalla por Servicio Impecable de 1.er y 2.do grado

Otros países
- Orden de Otan (Kazajistán)
- Orden de la Gloria (Kazajistán) de 1.er grado
- Medalla del 10.º Aniversario de Astaná (Kazajistán)
- Cruz del Valor (Polonia)
- Orden al Mérito de 3.er grado (Ucrania)